# لمناصير (الصوالح 2)
لمناصير هو دُوَّار يقع بجماعة لمهارزة الساحل، إقليم الجديدة، جهة الدار البيضاء سطات في المملكة المغربية. ينتمي الدوّار لمشيخة الصوالح 2 التي تضم دوارين. يقدر عدد سكانه بـ 854 نسمة حسب الإحصاء الرسمي للسكان والسكنى لسنة 2004.

## روابط خارجية
- البوابة الوطنية للجماعات الترابية نسخة محفوظة 12 مارس 2018 على موقع واي باك مشين.
- المندوبية السامية للتخطيط